# Collegio uninominale Puglia - 08 (Camera dei deputati 2020)
Il collegio elettorale uninominale Puglia - 08 è un collegio elettorale uninominale della Repubblica Italiana per l'elezione della Camera dei deputati.

## Territorio
Come previsto dalla legge n. 51 del 27 maggio 2019, il collegio è stato definito tramite decreto legislativo all'interno della circoscrizione Puglia.
È formato dal territorio di 22 comuni della provincia di Taranto: Avetrana, Carosino, Crispiano, Faggiano, Fragagnano, Grottaglie, Leporano, Lizzano, Manduria, Maruggio, Massafra, Monteiasi, Montemesola, Monteparano, Pulsano, Roccaforzata, San Giorgio Ionico, San Marzano di San Giuseppe, Sava, Statte, Taranto e Torricella.
Il collegio è parte del collegio plurinominale Puglia - 03.

## Eletti
| Elezione | Elezione | Deputato   | Partito           |
| -------- | -------- | ---------- | ----------------- |
|          | 2022     | Dario Iaia | Fratelli d'Italia |

## Dati elettorali

### XIX legislatura
Come previsto dalla legge elettorale, 147 deputati sono eletti con sistema a maggioranza relativa in altrettanti collegi uninominali a turno unico.
| Candidati                                 | Candidati            | Voti    | %     | Liste                          | Voti    | %     |
| ----------------------------------------- | -------------------- | ------- | ----- | ------------------------------ | ------- | ----- |
|                                           | Dario Iaia ✔️ Eletto | 75 151  | 40,62 | Fratelli d'Italia              | 46 720  | 25,26 |
| Forza Italia                              | Dario Iaia ✔️ Eletto | 75 151  | 40,62 | 16 824                         | 9,09    |       |
| Lega per Salvini Premier                  | Dario Iaia ✔️ Eletto | 75 151  | 40,62 | 7 302                          | 3,95    |       |
| Noi moderati/Lupi - Toti - Brugnaro - UDC | Dario Iaia ✔️ Eletto | 75 151  | 40,62 | 4 305                          | 2,33    |       |
|                                           | Annagrazia Angolano  | 53 698  | 29,03 | Movimento 5 Stelle             | 53 698  | 29,03 |
|                                           | Giampiero Mancarelli | 38 851  | 21,00 | Partito Democratico-IDP        | 29 279  | 15,83 |
| Alleanza Verdi e Sinistra                 | Giampiero Mancarelli | 38 851  | 21,00 | 5 546                          | 3,00    |       |
| +Europa                                   | Giampiero Mancarelli | 38 851  | 21,00 | 2 675                          | 1,45    |       |
| Impegno Civico - Centro Democratico       | Giampiero Mancarelli | 38 851  | 21,00 | 1 351                          | 0,73    |       |
|                                           | Angelo Di Lena       | 8 448   | 4,57  | Azione - Italia Viva - Calenda | 8 448   | 4,57  |
|                                           | Cosimo Breccia       | 4 492   | 2,43  | Italexit                       | 4 492   | 2,43  |
|                                           | Matteo Spadaro       | 2 468   | 1,33  | Unione Popolare                | 2 468   | 1,33  |
|                                           | Antonietta Tagliente | 1 883   | 1,02  | Italia Sovrana e Popolare      | 1 883   | 1,02  |
| Totale                                    | Totale               | 184 991 | 100   |                                | 184 991 | 100   |
|                                           |                      |         |       |                                |         |       |
| Schede bianche                            | Schede bianche       | 3 087   | 1,60  |                                |         |       |
| Schede nulle                              | Schede nulle         | 5 336   | 2,76  |                                |         |       |
| Votanti                                   | Votanti              | 193 414 | 55,66 |                                |         |       |
| Elettori                                  | Elettori             | 347 464 |       |                                |         |       |